# N-Dubz
N-Dubz는 런던의 캠던타운 출신 음악 그룹이다.

## 디스코그래피
- Uncle B (2008)
- Against All Odds (2009)
- Love.Live.Life (2010)